# コリントの信徒への手紙二
『コリントの信徒への手紙二』（コリントのしんとへのてがみ に）は新約聖書に収められた書簡の一つ。使徒パウロと協力者テモテからコリント（コリントス）の教会の共同体へと宛てられた手紙である。『コリント人への第二の手紙』ともいわれる。先立って書かれた第一の書簡が『コリントの信徒への手紙一』である。『ニコリ』という略称が用いられることもある。

## 概説
『コリントの信徒への手紙一』を記した後、パウロは小アジアの都市エフェソスを離れてマケドニア州へ向かうことにした。エフェソスでの宣教活動は成功を収め、それがためにパウロは反対者の活動によってエフェソスにいることが難しくもなっていたのである。エフェソスから陸路トロアスへ到着したパウロはそこから海路、マケドニア州へ入るつもりであった。しかし第一の書簡を運んでコリントへ行っていたテトスとトロアスで合流しようというもくろみはうまく行かなかったので不安にかられた。しかしマケドニアのフィリピでテトスと再会することが出来、二人は喜び合った。パウロはテトスからコリントの共同体の状況について聞くことができた。13章からなる。
研究者たちはこの書簡がフィリピかテサロニケで紀元58年の初頭にかかれたものと考えている。この手紙をコリントへ届けたのはおそらくテトスであったろう。第一の手紙との違いは、この手紙はコリントの共同体のメンバーのみならず、アカイア州の全域の共同体に宛てられた書簡であるということである。

## 内容
全体の内容は以下のとおりである。
- 1章～7章 - パウロの内面的困難、コリントの信徒たちへの思い
- 8章～9章 - 慈善活動のすすめ、特にエルサレムの共同体支援の願い
- 10章～13章 - パウロに対する批判への反論、コリントの信徒への配慮、結びのあいさつ。

11章にはパウロの人生における困難の数々がリストアップされ、第12章では「第三天まであげられた」という神秘体験について、自分に与えられた「とげ」について述べられている。この書簡では他のどれよりもパウロが自分自身について多く語っている。コリントの共同体がこのあと、どうなったのかはわからないが、『使徒言行録』20:2によればパウロはこのあと、コリントを訪れて三ヶ月訪問し、同地で『ローマの信徒への手紙』を執筆している。

## 統一性
この書簡には、パウロの文体の雰囲気が突然変わったり、話のつながりの悪いところが散見される。
そのために、この書簡は複数の書簡を編集したものではないかという仮説が立てられ、現在ではボルンカムらによる5つの書簡の複合体であるとする説が多くの研究者によって支持されている。
それによると、以下のように分割される。
書簡A
第2章14節〜第7章4節
書簡B
第10章1節〜第13章13節
書簡C
第1章1節〜第2章13節と第7章5節〜16節
書簡D
第8章
書簡E
第9章